# Måne och sol
Måne och sol är en lovpsalm av Britt G. Hallqvist från 1974, där Gud Fader, Son och Ande beskrivs utifrån sina gärningar. Den används ofta istället för Allena Gud i himmelrik och Vi prisar dig och liknande psalmer i gudstjänster med inriktning på barn och ungdomar samt vid dop.
Melodin är av Egil Hovland 1974 (C-dur, 3/8), och är komponerad till just denna text. I Herren Lever 1977 har psalmen en diskantstämma. Egil Hovland har uppgivit att han fick melodin genom en uppenbarelse. Han stod i sin studio, där det hängde bilder av de kappklädda barnkörerna i Glemmen kyrka på väggarna. Plötsligt "lossnade" de unga sångarna från bildramarna och svävade ut i rummet som små änglar.
| ”               | Jeg sto med et noteark i hånden, og var mest forundret over synet, forteller han. Etter hvert "landet" de små engelene som noter på arket, og der de falt ned, sto melodien til "Måne og sol" notert. Det var bare for meg å renskrive det. | „ |
| – Egil Hovland, | |   |

## Publicerad i
- Herren Lever 1977 som nummer 810 under rubriken "Fader, Son och Ande - Gud, vår Skapare och Fader".[1]
- Cantarellen 1984 som nummer 65.
- Levande sång som nummer 614 under rubriken "Fader och son".
- Den svenska psalmboken 1986 som nummer 21 under rubriken "Treenigheten".
- Kyrksång 2001 som nummer 4.
- Finlandssvenska psalmboken 1986 som nummer 153.
- Hela familjens psalmbok 2013 som nummer 189 under rubriken "Vi tackar dig".[3]
- Cecilia 2013 som nummer 33 under rubriken "Treenigheten".

## Inspelningar
Sången spelades in av Carola Häggkvist på albumet Störst av allt 2005.

### Fotnoter
1. 1 2 3   Herren Lever. Nya psalmer och sånger. Örebro: Libris. 1978. Libris 447922
2. 1 2  ”Artikel i tidskriften Ballade 2004 10 18”. Arkiverad från originalet den 6 mars 2007. https://web.archive.org/web/20070306104722/http://www.ballade.no/nmi.nsf/doc/art2004101814013048999313. Läst 6 mars 2009.
3. ↑   Hela familjens psalmbok. Örebro: Libris. 2013. Libris 14011849. ISBN 9789173872997
4. ↑  ”Svensk mediedatabas”. http://smdb.kb.se/catalog/id/002004384. Läst 2 juni 2011.